# 宝直局
宝直局，清朝的一个铸钱局，乾隆十二年（1747年）设立于直隶省省治保定府，光绪二十五年（1899年）裁撤，历时一百五十余年，经乾隆、嘉庆、道光、咸丰、同治和光绪等六朝。
咸丰元年（1851年），宝直局开铸咸丰通宝小平钱。咸丰四年（1854年）六月二十四日开铸咸丰大钱，有当十、当五十和当百，铜质为青铜，铜占七成，锡铅占三成。同年，试铸铁钱一年，有小平和当五两种。
道光九年（1829年）之前，宝直局停铸不多。